# Mørkøjet junco
Den mørkøjede junco (latin: Junco hyemalis) er en spurvefugl af værlinge-familien, som er almindeligt forekommende hen over det meste af det tempererede USA, og som om sommeren kan findes så langt nordpå som Arktis. De nordligste af fuglene trækker om vinteren mod syd.
Den mørkøjede junco yngler primært i nåletræs- eller blandede skove. Den finder sin føde på jorden, primært i form af insekter og plantefrø. Den bygger rede i fordybninger i jorden på beskyttede steder, hvor den lægger cirka fire æg i hvert kuld; den får to kuld om året.